# هایپو
هایپو (انگلیسی: Hypo Real Estate) شرکت دولتی املاک و مستغلات آلمانی است، که در سال ۲۰۰۳ تأسیس شد.